# فتوسنتز مصنوعی

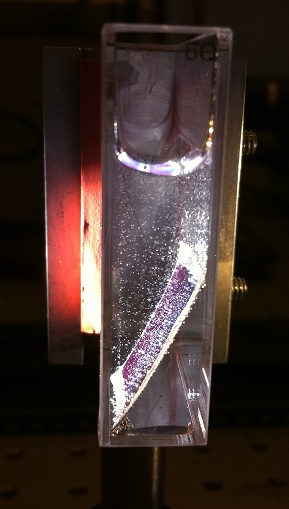
نمونه‌ای از یک سلول فوتوالکتروشیمیایی در یک محیط آزمایشگاهی. کاتالیزورها به سلول افزوده شده و در آب، غوطه‌ور و پوشیده می‌شوند و با نور شبیه‌سازی‌شده‌ای مانند نور خورشید، روشن و شعله‌ور می‌شوند. حباب‌هایی که دیده می‌شوند، اکسیژن (در جلوی سلول تشکیل می‌شود) و هیدروژن (تشکیل‌شده در عقب سلول) هستند.

فتوسنتز مصنوعی یک فرایند شیمیایی بیومیمتیک است که از فرایند طبیعی فتوسنتز برای تبدیل نور خورشید، آب و دی‌اکسید کربن به کربوهیدرات‌ها و اکسیژن به صورت طبیعی استفاده می‌کند.
اصطلاح فتوسنتز مصنوعی معمولاً برای اشاره به هر طرحی برای جذب و ذخیره انرژی از نور خورشید در پیوندهای شیمیایی یک سوخت (سوخت خورشیدی) استفاده می‌شود.
شکافت آب فوتوکاتالیستی (Photocatalytic water splitting) آب را به هیدروژن و اکسیژن تبدیل می‌کند و موضوع اصلی تحقیق در مورد فتوسنتز مصنوعی است.
کاهش دی‌اکسید کربن ناشی از نور فرایند دیگری است که مورد بررسی قرار می‌گیرد و تثبیت کربن طبیعی است.
تحقیق در مورد این موضوع شامل طراحی و مونتاژ دستگاه‌هایی برای تولید مستقیم سوخت‌های خورشیدی، فوتوالکترو شیمی (photoelectrochemistry) و کاربرد آن در سلول‌های سوخت و مهندسی آنزیم‌ها و میکروارگانیسم‌های فتوآتروفیکیک برای سوخت‌های زیستی میکروبی و تولید بیو هیدروژن از نور خورشید است.

## چکیده
واکنش فتوسنتزی را می‌توان به دو نیم واکنش اکسایش-کاهش تقسیم کرد که هر دو برای تولید سوخت ضروری هستند. در فتوسنتز گیاهان، مولکول‌های آب به صورت فوتواکسید می‌شوند تا اکسیژن و پروتون‌ها آزاد شوند. مرحله دوم فتوسنتز گیاه (که به آن چرخه کالوین بنسون نیز معروف است) یک واکنش مستقل از نور است که دی‌اکسید کربن را به گلوکز (سوخت) تبدیل می‌کند. محققان فتوسنتز مصنوعی در حال تولید فوتوکاتالیستی هستند که قادر به انجام هر دو واکنش باشد. علاوه بر این، پروتونهای حاصل از تقسیم آب می‌توانند برای تولید هیدروژن استفاده شوند. این کاتالیزورها باید بتوانند به سرعت واکنش نشان دهند و درصد زیادی از فوتونهای خورشیدی رویداد را جذب فوتون کنند.

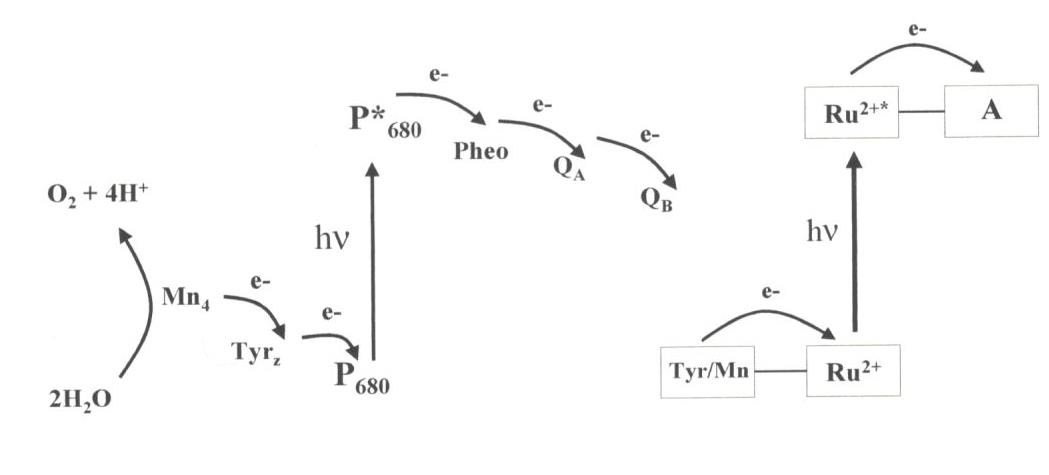
طبیعی (چپ) در مقابل فتوسنتز مصنوعی (راست)

## تاریخ
فتوسنتز مصنوعی برای اولین بار توسط شیمیدان ایتالیایی گیاکومو لوئیجی چامیجیان در سال ۱۹۱۲ پیش‌بینی شده بود.
در یک سخنرانی که بعد از آن در ساینس منتشر شد او پیشنهاد جایگزینی بهره‌مندی از سوخت‌های فسیلی به انرژی تابشی تولید شده خورشید و گرفته شده توسط دستگاه‌های فتوشیمی را داده بود. در این تغییر وی امکان کاهش اختلاف بین ثروتمند شمال اروپا و جنوب فقیر را مشاهده کرد و گمان کرد که این تغییر از زغال سنگ به انرژی خورشیدی برای پیشرفت و خوشبختی انسان مضر نیست.
در اواخر دهه ۱۹۶۰ ،آکیرا فوجیشیما ویژگیهای فوتوکاتالیستی تیتانیوم دی‌اکسید، به اصطلاح اثر هوندا-فوجیشیما را کشف کرد که می‌تواند برای هیدرولیز مورد استفاده قرار گیرد.

## تحقیق در حال جریان
از نظر انرژی، فتوسنتز طبیعی را می‌توان در سه مرحله تقسیم کرد:
- کمپلکسهای برداشت نور (Light-harvesting complexes) در باکتری‌ها و گیاهان، فوتون‌ها را ضبط کرده و آنها را به الکترون تبدیل می‌کنند و آنها را به زنجیره فتوسنتزی تزریق می‌کنند.
- انتقال الکترون همراه با پروتون (Proton-coupled electron transfer) در طول چندین عامل مؤثر در زنجیره فتوسنتزی، باعث جدایی بار فضایی و مکانی می‌شود.
- کاتالیز ردوکس، از الکترونهای منتقل شده بالا برای اکسیداسیون آب به دی‌اکسید و پروتونها استفاده می‌کند. این پروتون‌ها در برخی گونه‌ها می‌توانند برای تولید دی هیدروژن مورد استفاده قرار گیرند.

مونتاژ سه‌گانه، با یک حسگر تابشگر (P) به همراه یکدیگر به یک کاتالیزور اکسیداسیون آب (D) و یک کاتالیزور در حال تحول هیدروژن (A). هنگام وقوع کاتالیز، الکترون‌ها از D به A جریان می‌یابند.

### کاتالیزور هیدروژن
هیدروژن ساده‌ترین سوخت خورشیدی برای سنتز است، زیرا تنها انتقال دو الکترون به دو پروتون است. با این حال، باید با تشکیل آنیون هیدرید میانی به صورت گام به گام انجام شود:
2 e - + 2 H +  H + + H -  H 2